# 耶希爾希薩爾

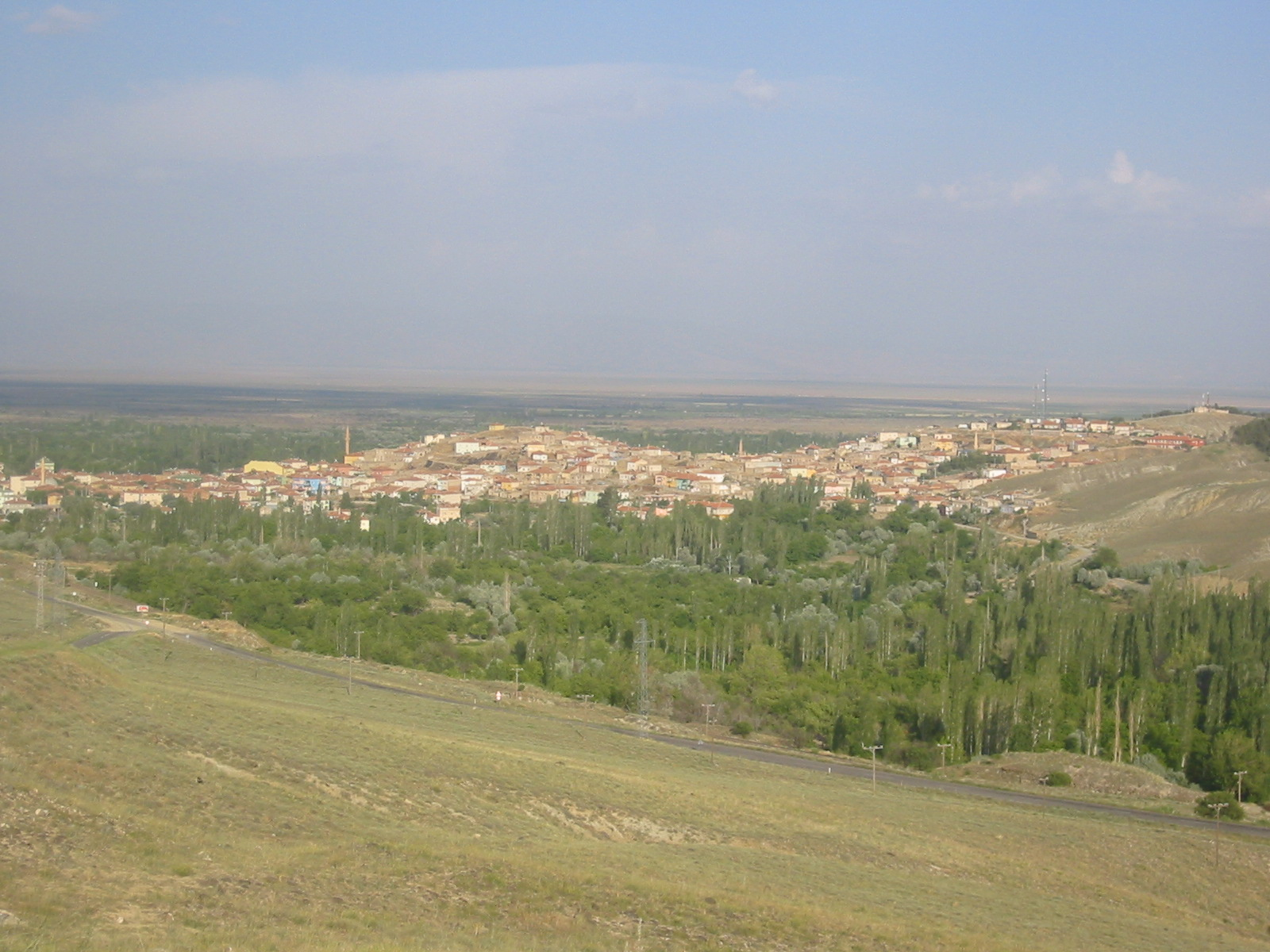

耶希爾希薩爾是土耳其的城鎮，由開塞利省負責管轄，位於該國南部，距離首府開塞利67公里，面積986平方公里，海拔1,330米，主要經濟活動有農業，2011年人口8,956。
38°21′0″N 35°5′12″E / 38.35000°N 35.08667°E